# Phrynopus chaparroi
Espèce
Phrynopus chaparroi est une espèce d'amphibiens de la famille des Craugastoridae. 

## Répartition
Cette espèce est endémique de la province de Concepción dans la région de Junín au Pérou. Elle se rencontre entre 4 205 et 4 490 m d'altitude.

## Publication originale
- Mamani & Malqui, 2014 : A new species of Phrynopus (Anura: Craugastoridae) from the central Peruvian Andes. Zootaxa, no 3838, p. 207–214.